# Брлог (Велике Лаще)
Брлог (словен. Brlog) — поселення в общині Велике Лаще, Осреднєсловенський регіон, Словенія. 
Висота над рівнем моря: 580,7 м.